# Manning Force
Manning Ferguson Force (Washington, 17 dicembre 1824 – Cincinnati, 8 maggio 1899) è stato un generale e avvocato statunitense.
Fu comandante del XX reggimento di fanteria dell'Ohio, facente parte dell'Esercito dell'Unione durante la Guerra di secessione americana.
Ottenne la Medal of Honor per le sue eroiche azioni in battaglia.

## Biografia
Manning Force nacque a Washington D.C. nel 1824, anno in cui il padre, Peter Force, era sindaco della città.
Frequentò Harvard laurandosi in legge nel 1849. Nel 1850 si trasferì a Cincinnati, in Ohio, dove iniziò il suo praticantato come avvocato.
Con lo scoppio della Guerra Civile nel 1861, Force si unì alle truppe dell'Unione in qualità di maggiore, combattendo nei territori occidentali agli ordini del generale James B. McPherson.
Divenuto colonnello del XX reggimento dell'Armata dell'Ohio, con i suoi uomini affrontò la Battaglia di Raymond, in Mississippi, durante la Campagna di Vicksburg. Dopo l'assedio di Vicksburg, Force marciò verso il nord della Georgia, dove combatté nella Campagna di Atlanta. Qui venne gravemente ferito in combattimento, rimanendo irrimediabilmente sfigurato. Per il suo valore durante questa campagna, venne nominato maggior generale nel 1865. Nel 1892 venne insignito della prestigiosa Medal of Honor.
Dopo la guerra, Force tornò a Cincinnati dove divenne giudice della Corte Suprema della città e si dedicò alla stesura di numerosi testi in materia legale, tenendo anche delle conferenze.
È sepolto nel cimitero di Spring Grove di Cincinnati.